# Alois Jaroš
Alois Jaroš (15 gennaio 1930 – 21 agosto 2012) è stato un calciatore austriaco, di ruolo attaccante.

## Palmarès

### Individuale
- Capocannoniere del campionato cecoslovacco: 1

1951 (16 gol)